# Les Grandes Formes

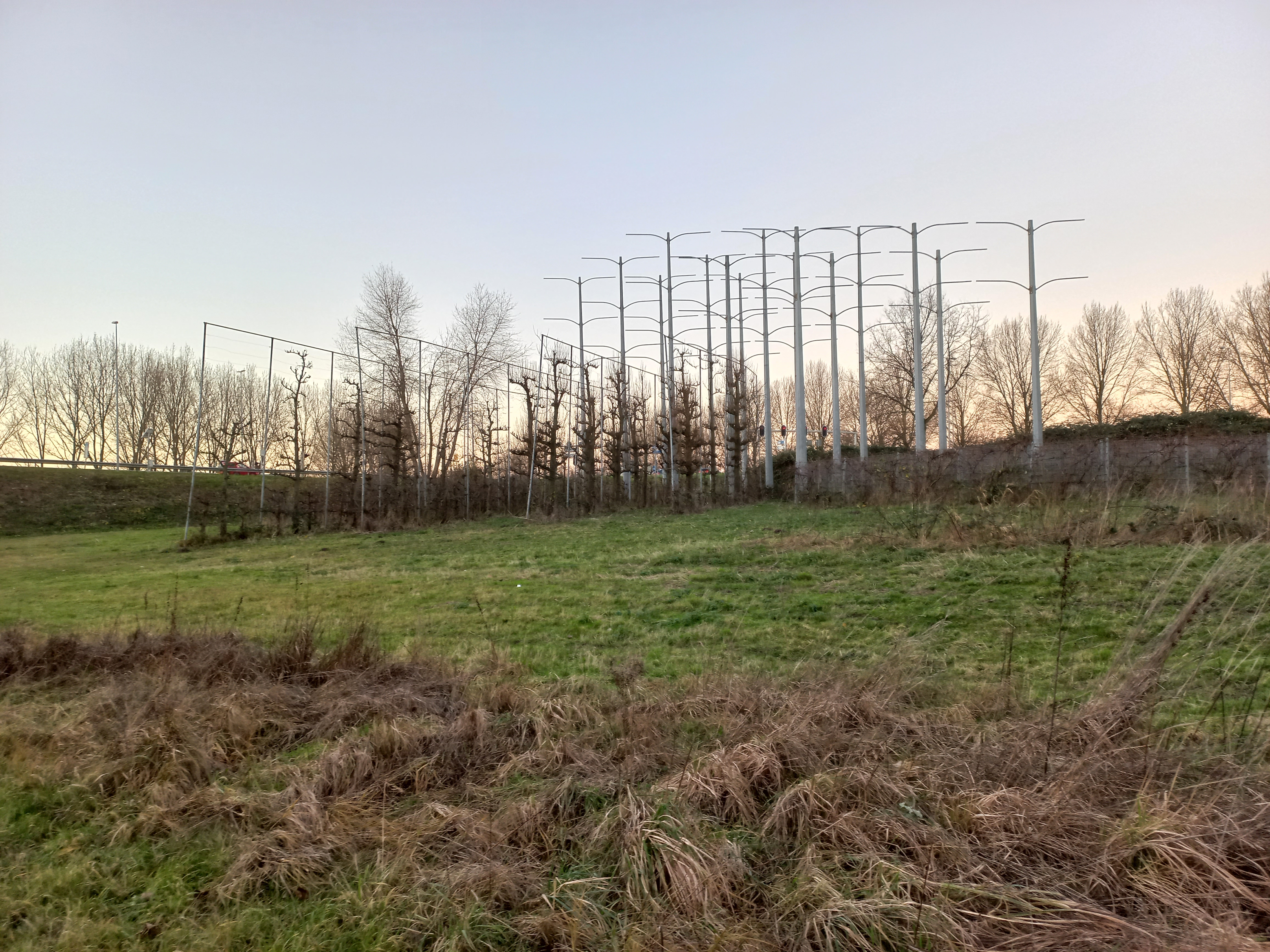
Idem in 2023

Les Grandes Formes (1995) is een kunstwerk van de Franse kunstenaar Jacques Vieille (1948) in Amsterdam langs de ring A10, bij de Gooise Knoop, de verbinding met de Gooiseweg. Het bevindt zich in de Amsterdamse wijk Watergraafsmeer, bij de grens met de gemeente Diemen. Het project op een oppervlakte van 2000 m² is een voorbeeld van landschapskunst (land art) en bestaat uit 15 stalen elektriciteitsmasten en een aantal hekwerken in combinatie met appelbomen, perenbomen en druivenstruiken. Deze fruitbomen zijn op verschillende manieren als leiboom langs het hekwerk geleid.
De masten met zij-armen vormen het transparante geraamte van een gotische kathedraal. Dit verklaart de bijnaam 'de kathedraal'. De vorm van de masten doet denken aan een leiboom. Verder is er een verwijzing naar de lichtmasten van het voormalige Ajax-stadion (De Meer).
Het project verwijst naar de geschiedenis van Watergraafsmeer: in de 17e en 18e eeuw waren hier buitenplaatsen van welgestelde Amsterdammers, met pleziertuinen, moestuinen enz. Leibomen waren toen zeer populair. Zodoende wordt de geschiedenis van het gebied gereconstrueerd, een terugkerend thema in het werk van de kunstenaar.

## Externe bronnen
- VH: Les Grandes Formes, op de website Kunst en publieke ruimte (SKOR)
- Website: Kunst op straat - Oost-Watergraafsmeer